# Diễm Quỳnh
Diễm Quỳnh, tên đầy đủ là Đặng Thị Diễm Quỳnh, là một nữ phóng viên, biên tập viên, MC người Việt Nam. Cô từng dẫn chương trình cho game show như Trò chơi âm nhạc, Tạp chí MTV, làm giám khảo cho cuộc thi Cầu vồng tìm kiếm MC của Đài Truyền hình Việt Nam. Hiện nay, cô đang chính thức chuyển sang công tác và làm việc tại Ban Văn nghệ, Đài Truyền hình Việt Nam.

## Thời thơ ấu
Diễm Quỳnh là con gái nhà ngoại giao Đặng Nghiêm Hoành, Đại sứ Việt Nam tại Trung Quốc. Sau khi học xong cấp ba chuyên Văn tại trường Trung học Phổ thông Chuyên Hà Nội – Amsterdam, cô đi du học ở Trung Quốc. Năm 1997, Diễm Quỳnh tốt nghiệp thạc sĩ ngành Ngôn ngữ Trung Quốc và Hán ngữ tại Bắc Kinh. Sau khi tốt nghiệp, cô từng được Phó Thủ tướng Vũ Khoan mời về làm việc ở Bộ Ngoại giao. Tuy vậy, cuối cùng cô đã trở thành một MC của VTV.

## Đời tư
Diễm Quỳnh kết hôn với một kiến trúc sư, hơn cô 4 tuổi. Đây là người yêu của cô khi còn là du học sinh ở Trung Quốc.

## Danh sách chương trình
- Trò chơi âm nhạc
- Tuổi đời mênh mông
- Bài hát Việt
- Quà tặng âm nhạc
- Tạp chí MTV
- Cầu vồng
- Chuyện kể chiều 30
- Thần tượng âm nhạc: Vietnam Idol (mùa 3)
- Giai điệu tự hào
- Quán Thanh Xuân
- Quê hương mùa đoàn tụ  / Mùa đoàn tụ
- Khi người ta trẻ
- Làm cha mẹ [9]